# 안양 석수동 석실분
안양 석수동 석실분(安養 石水洞 石室墳)은 대한민국 경기도 안양시 만안구 석수동에 있는 삼국시대의 석실분이다. 1991년 4월 12일 경기도의 기념물 제126호로 지정되었다.

## 개요
삼성산의 남쪽 기슭 중턱에 있는 안양사(安養寺)의 오른편에 1기가 있고, 이보다 위쪽에 있는 십자 바위 아래쪽에 또 다른 1기가 있다. 유적은 안양 시내가 내려다 보이는 곳에 자리를 잡고 있다. 현재까지 2기의 무덤이 알려졌으나, 지형 조건으로 보아 더 많은 무덤이 있었을 것으로 추정된다. 이 곳의 무덤은 무덤방으로 통하는 널길이 마련되지 않은 횡혈식(橫穴式) 돌방무덤이다. 돌방의 세 벽은 막돌을 가지고 축조하였으며, 나머지 한 벽은 커다란 판석을 이용하여 축조한 공통점을 지닌다. 돌방의 길이는 3.4∼4.5m, 너비는 1.5∼1.7m이며, 현재 높이는 0.85∼1m이다. 십자 바위 아래쪽의 무덤은 도굴되었고, 금귀걸이가 나왔다고 전하지만 그 유물이 어디에 있는 지는 알 수 없다. 석수동 돌방무덤은 무덤 양식의 변천 과정을 이해하는 데 중요한 자료이므로 자세한 발굴 조사가 뒤따라야 할 것으로 생각된다.

## 참고 문헌
- 석수동석실분 - 국가유산청 국가유산포털